# Helius perlongatus
Helius perlongatus är en tvåvingeart som beskrevs av Alexander 1978. Helius perlongatus ingår i släktet Helius och familjen småharkrankar.
Artens utbredningsområde är Fiji. Inga underarter finns listade i Catalogue of Life.